# اشپیگل
اشپیگل (به آلمانی: Der Spiegel) (به معنای آینه) یک هفته‌نامهٔ معتبر خبری در کشور آلمان است که در شهر هامبورگ منتشر می‌شود. اشپیگل در حال حاضر با شمارگان ۸۴۰٬۰۰۰ نسخه، بزرگ‌ترین هفته‌نامه در اروپاست.

## تاریخچه
این هفته‌نامه نخستین بار در سال ۱۹۴۷ در شهر هانوفر منتشر شد و تا قبل از این سال توسط مدیریتی بریتانیایی اداره می‌شد اما پس از اختلاف با این مدیریت، به رودلف آوگشتاین به عنوان سردبیر این هفته‌نامه سپرده شد و نام آن به اشپیگل تغییر یافت. آوگشتاین از همان نسخه اول در ژانویه ۱۹۴۷ تا زمان مرگش در تاریخ ۷ نوامبر ۲۰۰۲ سردبیری این هفته‌نامه را حفظ کرد.
اشپیگل از نظر ساختار به مجلات تایم و نیوزویک شباهت دارد. در آلمان این مجله به حجم زیاد و سطح نوشتاری آکادمیک شهرت دارد.
تا سال ۱۹۵۲، دفتر مرکزی اشپیگل در ساختمان ویژه خودش در بخشی قدیمی شهر هامبورگ واقع شده بود. در سپتامبر سال ۲۰۱۱ میلادی دفتر جدید این هفته‌نامه به ساختمان تازه تأسیس و مجهز در نزدیکی بندر هامبورگ منتقل گردید.

## نفوذ
هفته‌نامهٔ اشپیگل نقش مهمی در آموزش افکار عمومی بازی می‌کند. غالباً این هفته‌نامه به عنوان یکی از هفته‌نامه‌های تأثیرگذار در افکار عمومی آلمان شناخته می‌شود. همچنین در تاریخ نشریات آلمان، اشپیگل و مؤسس آن رودولف آوگشتاین تأثیر مهمی در اصل آزادی مطبوعات در آلمان پس از جنگ جهانی دوم داشته‌اند. یکی از این موارد ماجرای اشپیگل است که به عنوان یکی از بزرگ‌ترین رسوایی‌های سیاسی در آلمان غربی شناخته می‌شود.

## ممنوعیت‌ها
یک نسخه ویژه اشپیگل مربوط به ۲۵ مارس ۲۰۰۸ دربارهٔ اسلام در آوریل همان سال توسط مصر ممنوع شد. مقامات این کشور بر این عقیده بودند که مطالب منتشرشده در این نسخه برای اسلام و محمد توهین‌آمیز است.